# János Herskó
János Herskó, född 9 april 1926 i Budapest, död 12 oktober 2011 i Budapest, var en ungersk-svensk regissör, skådespelare och manusförfattare.
János Herskó kom till Stockholm 1970 och blev lärare i filmregi på Dramatiska institutet i Stockholm. Där var han senare också rektor fram till 1992. Efter sin pensionering arbetade han som regilärare på filmskolan i Budapest.
Herskó hade även småroller i ett antal svenska filmer och TV-serier samt i Lars von Triers filmer Förbrytelsens element och Europa.

## Filmografi
Skådespelare
- 1963 – Párbeszéd
- 1969 – Biologilektion
- 1975 – Trollflöjten
- 1977 – Bussen
- 1978 – Restauranten
- 1981 – Babels hus (TV-serie)
- 1983 – Andra dansen
- 1984 – Förbrytelsens element
- 1984 – Slagskämpen
- 1989 – Kronvittnet
- 1989 – Täcknamn Coq Rouge
- 1991 – Europa
- 1991 – Rosenbaum (TV-serie)
- 1993 – Påklädningen
- 1993 – Kiss Vakond
- 1995 – En nämndemans död (TV-serie)
- 1998 – Országalma
- 2000 – Valaki kopog (TV-serie)
- 2002 – Sleepwalkers
- 2005 – Napok, melyeknek értelmet adott a félelem
- 2006 – The Jam

Regi
- 1948 – Képek az épülö Zalából
- 1949 – Brigád
- 1953 – A város alatt
- 1958 – Vasvirág
- 1960 – Két emelet boldogság
- 1963 – Párbeszéd
- 1968 – Bors (TV-serie)
- 1969 – Szevasz, Vera!
- 1970 – N.N. a halál angyala

Manus
- 1960 – Két emelet boldogság
- 1963 – Párbeszéd
- 1966 – És akkor a pasas...
- 1969 – Szevasz, Vera!
- 1995 – A kenyereslány balladája